# خبریز

دهستان خبریز یکی از روستاهای کوچک ارسنجان می‌باشد. مردم این روستا با روستا های اطراف تقریبا ۳۰۰ نفر هستند که شغل اکثر آنان کشاورزی است.
از روستاهای زیر مجموعهٔ این دهستان می‌توان به انارک، سید آباد، سعادت آباد، قدمگاه، جعفر آباد، رحیم‌آباد (آباده) و عبدل آباد اشاره کرد. یک شعر قدیمی در مورد خبریز:زخبریز تامرز چل دختران----همه جمع شد لشکر گاوچران